# Dipogon
Dipogon ist eine Gattung der Wegwespen (Pompilidae). Seit der Ausgliederung der Untergattung Deuteragenia und weiterer Untergattungen im Jahr 2012 umfasst die Gattung nur noch Arten aus der Neuen Welt.

## Merkmale
Bei den Arten der Gattung Dipogon handelt es sich um kleine bis mittelgroße, schwarze Wegwespen. Kopf und Thorax sind stark punktförmig strukturiert. Die Stirnplatte (Clypeus) ist kurz und breit, mehr oder weniger konvex und der apikale Rand ist abgestutzt, konkav oder konvex. Das Labrum ist teilweise oder vollständig von der Stirnplatte verdeckt. Die Mandibeln sind kräftig und haben zwei zusätzliche Zähnchen. Bei den Weibchen ist die Cardo der Maxille mit langen, nach vorne gerichteten Borsten („Bart“) versehen. Das Schildchen (Scutellum) und das Metanotum sind nahezu flach, das Metapostnotum ist viel kürzer als das Metanotum. Das Propodeum ist nach hinten zunehmend gekrümmt. Die Basis des ersten Tergum am Metasoma ist leicht gestielt. Bei den Weibchen hat das zweite Sternum eine Querrille, das sechste Sternum ist mehr oder weniger seitlich abgeflacht und hat eine mediane Rille, das sechste Tergum ist kegelförmig mit langen, steifen Borsten an der Spitze. Bei den Männchen ist der sichtbare Teil der Subgenitalplatte längs gefaltet oder gerillt. Die Vorderflügel haben zwei braune Bänder, das Flügelmal (Pterostigma) ist mittelgroß bis sehr groß. Die Beine sind schwach bedornt. Die Schenkel (Femora) der mittleren und hinteren Beine haben basal einen Ring (Trochantellus). Die Schienen (Tibien) der Hinterbeine sind glatt.

## Verbreitung
Die Arten der Wegwespen-Gattung Dipogon sind in Nord-, Mittel- und Südamerika verbreitet. Ihr Verbreitungsgebiet reicht vom nördlichen Argentinien bis ins südliche Kanada.

## Lebensweise
Die Wespen besiedeln vor allem Wälder. Die Weibchen legen ihre Nester in schon vorhandene Hohlräume in Totholz, Insektenfraßgängen, Wänden und ähnlichem an. Sie bestehen aus mehreren Zellen in einer Reihe. Die Zellzwischenwände und der Nestverschluss werden aus verschiedenen Materialien angefertigt, die mit dem „Bart“ transportiert werden. Die Brut wird mit Spinnen aus den Familien Agelenidae, Amaurobiidae, Araneidae, Clubionidae, Dysderidae, Gnaphosidae, Oxyopidae, Salticidae, Segestriidae und Thomisidae versorgt.

## Arten
Nach der Ausgliederung der Untergattungen Deuteragenia, Myrmecodipogon, Nipponodipogon, Stigmatodipogon und Winnemanella umfasst die Gattung Dipogon folgende Arten:
- Gattung Dipogon
  - Dipogon anasazi Evans, 2000
  - Dipogon brevis (Cresson, 1867)
  - Dipogon diablo Wasbauer, 1960
  - Dipogon graenicheri Banks, 1939
  - Dipogon kiowa Evans, 2000
  - Dipogon konza Evans, 2000
  - Dipogon leechi Wasbauer, 1960
  - Dipogon lignicolus Evans, 1987
  - Dipogon moctezuma Evans, 1974
  - Dipogon paludis Townes, 1957
  - Dipogon parkeri Wasbauer, 1966
  - Dipogon populator Fox, 1897
  - Dipogon pygmaeus Townes, 1957
  - Dipogon texanus Banks, 1944
    - Unterart Dipogon texanus texanus Banks, 1944
    - Unterart Dipogon texanus chapalae Evans, 1974

## Belege